# الاستفتاءات الجزائرية
تلجأ الجزائر إلى تنظيم استفتاءات باعتبارها بلدا جمهوريا ديمقراطيا متعدد الأحزاب السياسية؛ بها أكثر من حزب سياسي ضمن أحزاب الجزائر.

## الاستفتاءات
1. اتفاقيات إيفيان 1962
2. تقرير المصير 1962
3. دستور 1963 [الإنجليزية]
4. ميثاق 1976
5. دستور 1976 [الإنجليزية]
6. ميثاق 1986 [الإنجليزية]
7. دستور 1988 [الإنجليزية]
8. دستور 1989 [الإنجليزية]
9. دستور 1996 [الإنجليزية]
10. الوئام المدني 1999
11. ميثاق السلم 2005
12. دستور 2016